# Мостівська сільська рада (Андрушівський район)
Мостівська сільська рада (до 1946 року — Війтовецька сільська рада) — колишня адміністративно-територіальна одиниця та орган місцевого самоврядування у Вчорайшенському (Бровківському), Андрушівському і Попільнянському районах Київської й Житомирської областей Української РСР та України з адміністративним центром у с. Мостове.

## Населені пункти
Сільській раді були підпорядковані населені пункти:
- с. Мостове

## Населення
Відповідно до перепису населення СРСР, станом на 17 грудня 1926 року, чисельність населення ради становила 2 159 осіб, з них, за статтю: чоловіків — 1 022, жінок — 1 137; етнічний склад: українців — 2 126, євреїв — 16, поляків — 12, інші — 5. Кількість домогосподарств — 458.
Відповідно до результатів перепису населення СРСР, кількість населення ради, станом на 12 січня 1989 року, становила 621 особу.
Станом на 5 грудня 2001 року, відповідно до перепису населення України, кількість мешканців сільської ради становила 567 осіб.

## Склад ради
Рада складалася з 14 депутатів та голови.

### Керівний склад сільської ради
| ПІБ                            | Основні відомості                                                  | Дата обрання | Дата звільнення |
| ------------------------------ | ------------------------------------------------------------------ | ------------ | --------------- |
| Стеценко Віктор Петрович       | Сільський голова , 1947 року народження, освіта                    | 26.03.2006   | 31.10.2010      |
| Рокитенець Валентина Василівна | Сільський голова , 1962 року народження, освіта вища, позапартійна | 31.10.2010   |                 |

Примітка: таблиця складена за даними джерела

## Історія
Створена 1923 року як Війтовецька сільська рада, в с. Війтівці Бровківської волості Сквирського повіту Київської губернії. Станом на 17 грудня 1926 року в підпорядкуванні значилися хутір Попів та лісова сторожка Журавлі. Х. Попів після 1927 року не значився в обліку населених пунктів, ліс. стор. Журавлі на 1 жовтня 1941 року не перебувала на обліку населених пунктів.
7 червня 1946 року, відповідно до указу Президії Верховної ради Української РСР «Про збереження історичних найменувань та уточнення і впорядкування існуючих назв сільрад і населених пунктів Житомирської області», сільську раду перейменовано на Мостівську через перейменування її адміністративного центру на с. Мостове.
Станом на 1 вересня 1946 року та 1 січня 1972 року сільська рада входила до складу Андрушівського району Житомирської області, на обліку в раді перебувало с. Мостове.
Виключена з облікових даних 17 липня 2020 року. Відповідно до розпорядження Кабінету Міністрів України № 711-р від 12 червня 2020 року «Про визначення адміністративних центрів та затвердження територій територіальних громад Житомирської області», територію ради та с. Мостове включено до складу Андрушівської міської територіальної громади Бердичівського району Житомирської області.
Входила до складу Вчорайшенського (Бровківського, 7.03.1923 р.), Андрушівського (27.06.1925 р., 4.01.1965 р.) та Попільнянського (30.12.1962 р.) районів.